# Caledonia, Quận Waupaca, Wisconsin
Caledonia là một thị trấn thuộc quận Waupaca, tiểu bang Wisconsin, Hoa Kỳ. Năm 2010, dân số của thị trấn này là 1.590 người.